# Gheorghe Dogărescu
Gheorghe Dogărescu (n. 15 mai 1960, Viziru, România – d. 18 august 2020) a fost un handbalist român, care a făcut parte din lotul echipei naționale de handbal a României, medaliată cu bronz olimpic la Los Angeles 1984.